# James Ogilvie-Grant (11e comte de Seafield)
Pour les articles homonymes, voir Ogilvie et Grant.
James Ogilvie-Grant, 11e comte de Seafield, né à Oamaru en Nouvelle-Zélande le 18 avril 1876 et mort le 12 novembre 1915,, est un noble écossais et soldat britannique, mort à la guerre durant la Première Guerre mondiale.

## Biographie
Le titre de comte de Seafield, appartenant à la pairie d'Écosse, est créé par le roi d'Écosse Guillaume II en juin 1701, six ans avant l'union de l'Angleterre et de l'Écosse. Descendant du 1er comte et parlementaire écossais James Ogilvy, James Ogilvie-Grant est le deuxième fils et deuxième des sept enfants du modeste fermier Francis Ogilvy-Grant, émigré en Nouvelle-Zélande en 1870 et brièvement 10e comte durant les derniers mois de sa vie. John, demi-frère de James et de neuf ans son aîné, est illégitime, et c'est donc James qui hérite à l'âge de douze ans du titre de comte, à la mort de leur père en décembre 1888,. Il devient également chef, héréditaire, du clan Grant, clan écossais dont les terres se trouvent dans le nord-est du pays,, ainsi que vicomte Reidhaven et baron Ogilvy (de la pairie d'Écosse) et baron Strathspey (de la pairie du Royaume-Uni). Le très jeune comte vit dans une relative pauvreté ; il n'a pas accès aux terres liées à ses titres, ni aux revenus de celles-ci, gérées en Écosse par une lointaine parente.
Eduqué dans une grammar school de Christchurch en Nouvelle-Zélande, puis ayant étudié l'agriculture à l'université de Canterbury, il épouse en 1898 la fille d'un médecin néo-zélandais. « Après quelques années », le couple émigre, et leur unique enfant, Nina, naît en 1906 durant leur séjour à Nice, en France. La famille s'installe ensuite enfin à Castle Grant, le manoir ancestral des chefs du clan Grant dans le Morayshire, et gère efficacement les ressources, notamment forestières, de ses domaines fonciers,. 
Ayant servi un temps comme lieutenant dans un régiment de cavalerie des forces armées néo-zélandaises, il intègre au Royaume-Uni, au début de la Première Guerre mondiale, le 3e bataillon des Queen's Own Cameron Highlanders, régiment écossais de l'Armée britannique, où il obtient le grade de capitaine. Il est ensuite rattaché au 5e bataillon et envoyé dans les tranchées de la Flandre française puis belge. Il refuse en juillet 1915 un poste administratif dans l'armée, et demeure dans les tranchées. Le 11 novembre, il est grièvement blessé à la tête par un fragment d'obus. Il meurt le lendemain, à l'âge de 39 ans,. Il est inhumé au cimetière militaire de Lijssenthoek en Belgique. Il est l'un des quarante-trois parlementaires britanniques morts durant la Guerre et commémorés par un mémorial à Westminster Hall, dans l'enceinte du palais de Westminster où siège le Parlement.
Sa fille unique Nina Ogilvie-Grant, âgée de neuf ans, hérite de plein droit du titre de comtesse de Seafield, mais les autres titres de son père reviennent au frère cadet de celui-ci, Trevor - dont le titre de baron Strathspey, auquel est associé le droit de siéger à la Chambre des lords,.